# Amtsgericht Meyenburg
Das Amtsgericht Meyenburg war ein preußisches Amtsgericht mit Sitz in Meyenburg in der Provinz Brandenburg.

## Geschichte
Ab 1849 bestand das Kreisgericht Wittstock. Übergeordnet war das Appellationsgericht Frankfurt a. d. Oder. In Meyenburg bestand eine Zweigstelle (Gerichtskommission) des Kreisgerichtes Wittstock. Im Rahmen der Reichsjustizgesetze wurden diese Gerichte aufgehoben und reichsweit einheitlich Oberlandes-, Land- und Amtsgerichte gebildet. Das königlich preußische Amtsgericht Meyenburg wurde mit Wirkung zum 1. Oktober 1879 als eines von 15 Amtsgerichten im Bezirk des Landgerichtes Neuruppin im Bezirk des Kammergerichtes gebildet. Der Sitz des Gerichtes war die Stadt Meyenburg. Sein Gerichtsbezirk umfasste aus dem Landkreis Ostprignitz den Stadtbezirk Meyenburg und die Amtsbezirke Gut Meyenburg, Freyenstein, Marienfließ und Nettelbeck, den Amtsbezirk Frehne ohne die Gemeindebezirke Mertensdorf und Schmarsow und den Amtsbezirk Rapshagen ohne den Gemeindebezirk und Gutsbezirk Rapshagen. Am Gericht bestand 1880 eine Richterstelle. Das Amtsgericht war damit ein kleines Amtsgericht im Landgerichtsbezirk.
Zum 1. Juli 1951 wurden das Amtsgericht Meyenburg aufgelöst und sein Sprengel der Zweigstelle Wittstock des Amtsgerichtes Pritzwalk zugeordnet. 1952 wurden in der DDR die Amtsgerichte abgeschafft und stattdessen Kreisgerichte gebildet. Meyenburg kam zum Kreis Pritzwalk im Bezirk Potsdam, zuständiges Gericht war damit das Kreisgericht Pritzwalk. Das Amtsgericht Meyenburg wurde auch nach dem Zusammenbruch der DDR nicht mehr neu gebildet.